# Наследный принц Республики
«Наследный принц Республики» — художественный фильм режиссёра Эдуарда Иогансона, снятый на киностудии Ленфильм в 1934 году.

## Сюжет
После известия о будущем рождении ребёнка Сергей ушёл от своей жены Наташи и поселился в компании молодых архитекторов, занимавших одну из комнат в большом доме.
В результате цепочки непредвиденных событий в принесённом одним из жильцов найденном ребёнке Сергей узнаёт новорождённого сына. Друзья делают всё возможное, чтобы отыскать потерявшуюся мать, но Сергей не раскрывает своего отцовства и пытается отдать младенца в чужие руки.
Благодаря заботливому участию многих людей, убитая горем Наташа нашла пропавшего малютку, названного старым добрым доктором наследным принцем Республики.

## В ролях
- Пётр Кириллов — Сергей
- Евгения Пырялова — Наташа
- Андрей Апсолон — Андрей
- Георгий Жжёнов — архитектор
- Сергей Поначевный — архитектор
- Георгий Орлов — архитектор
- Михаил Ростовцев — профессор-медик
- Александр Мельников — инспектор жилкомиссии
- Николай Урванцов — бездетный гражданин
- Николай Черкасов — официант

## Съёмочная группа
- Авторы сценария: Рафаил Музыкант, Борис Чирсков
- Режиссёр-постановщик: Эдуард Иогансон
- Оператор-постановщик: Георгий Филатов
- Художник-постановщик: Павел Бетаки
- Художник по костюмам: Эдуард Иогансон
- Ассистент режиссёра: Вячеслав Куклин